# Col de Soudet
De Col de Soudet is een beklimming gelegen aan de snelweg D26 of D113 in Frankrijk, tussen de plaatsen Bayonne en Pau. Vaak wordt hij beklommen in de Ronde van Frankrijk. 
Vanuit de westkant is het een zeer lange beklimming, die rustig begint, maar na 10 km echt steil is. Vanaf 11/10 km voor de top blijft het stijgingspercentage steeds rond de 8% procent, met uitschieters naar 10,5%. Van de oostkant is de klim korter maar steiler.
Doorkomsten in Ronde van Frankrijk:
- 1987: Robert Forest
- 1991: Pascal Richard
- 1995: etappe geannuleerd
- 1996: Neil Stephens
- 2003: Kurt Van de Wouwer
- 2006: Cyril Dessel
- 2015: Chris Froome
- 2020: Marc Hirschi
- 2023: Felix Gall